# Сезонное
Сезонное — посёлок в Карталинском районе Челябинской области России. Входит в Еленинское сельское поселение.

## География
Через поселок проходит участок Карталы — Магнитогорск Южсиба Южно-Уральской железной дороги. Остановочный пункт Сезонное. Расстояние до районного центра города Карталы 65 км.

## История
Поселок основан в 1929 года переселенцами с Украины и из Казахстана, которые участвовали в строительстве и обслуживании железной дороги в Магнитогорск. 
Рядом с поселком располагаются 2 дачных кооператива Магнитогорска и Карталов.

## Население
| 2002 | 2010 |
| ---- | ---- |
| 3    | ↘2   |

## Улицы
- Речная,
- Лесная,
- Степная,
- Зеленая.

## Инфраструктура
- Фельдшерско-акушерский пункт,
- библиотекаю